# United States Penitentiary Big Sandy

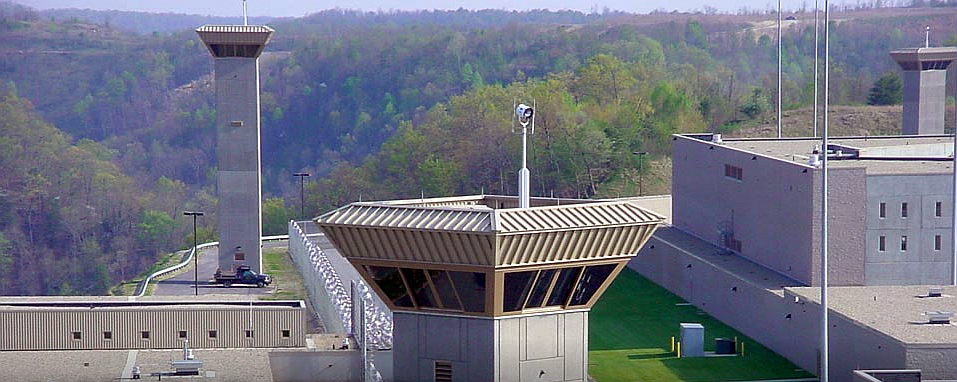
Die Wachtürme des Hochsicherheitsgefängnisses
USP Big Sandy

Das United States Penitentiary Big Sandy, kurz USP Big Sandy ist ein US-amerikanisches Bundesgefängnis in der Nähe der Kleinstadt Inez im  Martin County, Kentucky.  Bei der Haftanstalt handelt es sich um ein Hochsicherheitsgefängnis für männliche Inhaftierte.
Als Bundesgefängnis wird es vom Federal Bureau of Prisons verwaltet, welches dem Justizministerium der Vereinigten Staaten untersteht. Das 1930 gegründete Federal Bureau of Prisons ist mittlerweile für die Verwaltung von insgesamt 122 US-amerikanischen Haftanstalten mit über 150.000 Gefangenen zuständig.
Die Anzahl der Häftlinge wurde Anfang 2022 mit 1230 angegeben. Darüber hinaus gibt es zusätzliche Unterbringungsmöglichkeiten in einem Außenlager mit niedrigerer Sicherheitsstufe.
Die nächstgelegene, größere Stadt ist das 214 km entfernte Lexington.

## Konzeption und Angebote
Die Haftanstalt wurde 2003 eröffnet. In Big Sandy sind die Häftlinge in Einzel- oder Zweibettzellen untergebracht. Die bis zu 100 Personen im Außenlager sind dagegen in Schlafsälen untergebracht.
Der Anteil an Gewaltstraftätern in dem Hochsicherheitsgefängnis ist überdurchschnittlich hoch, ebenso der Anteil an Gefangenen, die langjährige Haftstrafen verbüßen. Das Sicherheitskonzept beinhaltet daher die Regel, dass Besucher Gefangenen keinerlei Gegenstände mitbringen dürfen, die im Gefängnis verbleiben. Auch das Übersenden von Paketen mit der Post ist nicht gestattet, es ist lediglich möglich, einen Verlag zu beauftragen, Printmedien direkt an das Gefängnis zu schicken, die dann den entsprechenden Gefangenen ausgehändigt werden.
Neben Angeboten zu sportlichen und kreativen Freizeitaktivitäten gibt es auch die Möglichkeit, sich von Psychologen unterstützen zu lassen.
Zu den Arbeitsangeboten zählt eine Textilproduktion der „Federal Prison Industries“, für die die Bekleidungsmarke unicor produziert wird.
In Big Sandy werden unter anderem folgende Kurse angeboten:
- Stressmanagement
- Umgang mit Wut
- Verbrechen aus der Perspektive der Opfer
- Anonyme Alkoholiker
- Narcotics Anonymous
- Angebote zum Drogenentzug
- Kurse zu Elternschaft und Erziehung (Parenting)
- Vorbereitungskurse für den Bildungsabschluss General Educational Development Test
- Berufliche Weiterbildung (u. a. zum Datentypist, Reparatur-Techniker, Rezeptionist)

Ergänzend besteht die Möglichkeit, auf eigene Kosten zahlungspflichtige Fernunterrichtskurse bei Fernuniversitäten zu belegen.

## Gewalttätige Auseinandersetzungen
Gewalttätige Auseinandersetzungen unter den Gefangenen führten 2006 zum ersten Todesfall. Der Gefangene, Terrell Johnson, erhielt ein zusätzliches Strafmaß von 26 Jahren für Totschlag eines Mithäftlings durch das Erstechen mit einer selbst hergestellten Stichwaffe.
Weitere Übergriffe (zum Teil mit Todesfolge) führten zu Verlegungen in die Haftanstalten  United States Penitentiary Atlanta, Federal Correctional Complex Allenwood oder in das Supermax-Bundesgefängnis ADX Florence.
Es kam außerdem wiederholt zu blutigen Auseinandersetzungen rivalisierender Gangs, über die auch die Öffentlichkeit informiert wird. Vier Mitglieder der Mexikanemi, einer auch als Texas Mexican Mafia bekannten Splittergruppe der Mexican Mafia, griffen beispielsweise 2018 zwei Bandenmitglieder der Arizona Mexikan Mafia mit selbst hergestellten Stichwaffen an.
Die vier Angreifer wurden zu zusätzlichen Haftstrafen (von 100, 110, 262 und 300 Monaten) und Reparationszahlungen an ihre überlebenden Opfer verurteilt, die beide bleibende Schäden erlitten.

## Bekannte Insassen
| Name                           | Register-Nummer | Status | Details |
| ------------------------------ | --------------- | --- | --- |
| Charles Taylor junior (* 1977) | 76556-004       | Verbüßt seit 2009 eine Freiheitsstrafe von 97 Jahren. Verlegt nach Virginia, ins United States Penitentiary Lee                                                            | Der Sohn des ehemaligen liberianischen Warlords und Staatspräsidenten, Charles Taylor, ist amerikanischer Staatsbürger mit dem bürgerlichen Namen Roy McArthur Belfast. Er wurde 2009 wegen einer Reihe schwerer Menschenrechtsvergehen und Folterungen verurteilt, die er während des Bürgerkrieges in Liberia beging.                          |
| Kodak Black (* 1997)           | 18149-104       | Im März 2020 zu 46 Monaten Haft verurteilt. Bereits im Januar 2021 von Donald Trump begnadigt. Einen Teil seiner Haft verbrachte er im United States Penitentiary Thomson. | Der Rapper mit dem bürgerlichen Namen Bill K. Kapri wurde wiederholt wegen illegalem Waffenbesitz, sowie Drogenbesitz verurteilt. Außerdem hatte er mehrfach Falschaussagen bezüglich seiner kriminellen Vergangenheit gemacht, um Waffen in Florida zu kaufen. Einer Verurteilung wegen sexueller Nötigung konnte er durch einen Deal entgehen. |
| Mohammad Salameh (* 1967)      | 34338-054       | Verbüßt eine Freiheitsstrafe von 240 Jahren. | Der islamische Terrorist aus dem Westjordanland wurde wegen seiner Beteiligung am Bombenanschlag auf das World Trade Center 1993 zu lebenslanger Haft verurteilt. Der ursprüngliche Plan sah sogar vor, mit Hilfe einer stärkeren Autobombe die Zwillingstürme zum Einsturz zu bringen.                                                          |